# 香港藝術學院
香港藝術學院（英語：Hong Kong Art School）是香港藝術中心之下的一間自資藝術學院，成立於2000年。香港藝術學院是香港政府認可學術機構，由一群充滿熱誠、活躍於藝術界並擁有卓越成就的藝術工作者負責教學工作。學院的學歷頒授課程集中於數個藝術範疇，包括陶藝、繪畫、攝影及雕塑；提供的課程包括高級文憑及學士學位。此外，香港藝術學院更舉辦多元豐富的藝術短期課程及其他外展活動，作為藝術融入社區的重要橋樑。

## 學院監督
- 永久名譽主席：邵逸夫爵士，大紫荊勳賢，CBE（已殁）
- 名譽主席：包陪麗女士，BBS
- 藝術中心監督團
- 香港藝術學院督導委員會
- 學術委員會

## 院士

### 榮譽院士
- 顧爾言，SBS，JP
- 祈大衛博士

### 高級院士
- 南條史生先生（日本東京 森美術館館長）

## 課程

### 學士學位課程
- 藝術文學士（陶藝／繪畫／攝影／雕塑）（課程與澳洲皇家墨爾本理工大學合辦）

### 高級文憑課程
- 藝術高級文憑（陶藝／繪畫／攝影／雕塑）（2025年5月14日宣告停招新生[1]）

### 短期課程
- 繪畫
- 中國書畫
- 陶藝
- 藝術賞析
- 設計與械藝術
- 攝影與電影
- 自組學藝坊

## 校舍
香港藝術學院一共有三個校舍： 

### 灣仔香港藝術中心校舍
- 多用途課室，窰房及釉房，陶藝工作室，演講室，學院藝廊

### 筲箕灣包黃秀英校舍
前身為已殺校的魚類統營處筲箕灣小學校舍。
- 地下：同珍多用途活動室，樂家工作室，多用途工作室
- 一樓：新瑪德工作室A&B，釉房及窰房，宇德臺, 新旭臺
- 二樓：合和工作室，陶藝工作室，鑄模工作室，窰房
- 頂層：莎莎露天藝廊

### 柴灣青年廣場校舍
- 二樓M層：繪畫工作室，攝影工作室，多用途工作室，攝影黑房
- 五樓：電腦室，數碼影像工作室，多用途工作室，學生休息室
- 八樓：學院註冊處及辦公室
- 九樓：圖書館
- 十二樓：多用途工作室

香港藝術學院亦曾於灣仔東成大廈，合和中心，和石硤尾賽馬會創意藝術中心設置校舍

## 知名校友
- 葉蘊儀 歌手
- 樂基兒 模特兒
- 李本瀅 天文台前台長
- 張寶華 前新聞主播
- 郭翠華 時裝設計師
- 陳思光 陶藝家
- 李美娟 藝術家

## 外部連結
- 官方网站